# Ad Kaland
Adriaan Jakobus (Ad) Kaland (Westkapelle, 13 maart 1922 - Zoutelande, 11 januari 1995) was een Nederlands politicus.
Kaland was een CDA-senator van CHU-huize, die zich tijdens het derde kabinet-Lubbers opwierp als verdediger van het dualisme. Hij keerde zich tegen een Tweede Kamer die alleen bestaat uit 'stemvee'. Hij stond aan de rechterzijde van zijn partij en bestreed als woordvoerder voor Binnenlandse Zaken in de Eerste Kamer het voorstel om een parlementaire minderheid het enquêterecht te verlenen. Hij was een boerenzoon, die na werkzaam te zijn geweest in de landbouw, enige tijd politiebeambte en ambtenaar bij de belastinginspectie was. Als Zeeuws gedeputeerde had hij de bijnaam 'onderkoning van Zeeland'.
- Biografisch Portaal: 34154348
- Parlement.com: vg09llibel00